# الژبیتا یودوئوفسکا
الژبیتا یودوئوفسکا (لهستانی: Elżbieta Jodłowska؛ زادهٔ ۲۱ ژوئن ۱۹۴۷) بازیگر، خواننده و هنرمند کاباره اهل لهستان است.
از فیلم‌ها یا مجموعه‌های تلویزیونی که وی در آن‌ها نقش داشته‌است، می‌توان به اولا بی‌ریخته، ۱۱ دقیقه، در خوشی و سختی، هتل ۵۲، جهان به روایت خانواده کیپسکی، رنگ‌های خوشبختی، در خیابان سپولنی، ۳۹ و نیم و تدی خرسه اشاره نمود.